# 西鲍乡
西鲍乡是中华人民共和国江苏省泰州市兴化市一个已撤销的乡。2016年12月3日，江苏省人民政府批复同意撤销西鲍乡，将其所辖行政区域划归兴东镇。